# بادپر راه‌راه
بادپر راه‌راه (نام علمی: Cymothoe oemilius) نام یک گونه از سرده پروانه‌های بادپر و از خانواده فرچه پایان است این پروانه نوع در کشور های نیجریه،کامرون،گینه استوایی،گابن،در بعضی مناطق  جمهوری کنگو و افریقای مرکزی است. زیست گاه های زندگی این پروانه جنگل ها هستند.